# Antoni Marian Langmann
Antoni Marian Langmann (ur. 6 sierpnia 1899 w Krakowie, zm. 31 lipca 1919 w Mołodecznie) – podporucznik Wojska Polskiego, śmiertelnie ranny w bitwie pod Czechami, pośmiertnie odznaczony Orderem Virtuti Militari V klasy (Krzyż Srebrny). 

## Życiorys
Urodził się w rodzinie Zygmunta (1860-1924), rzeźbiarza i Heleny. Harcerz 6. Krakowskiej Drużyny Harcerskiej. Od 1917 r. służył w Wojsku Polskim.
W lipcu 1919 r., w stopniu podporucznika, na czele zorganizowanej przez siebie 2 Kompanii Harcerskiej dołącza do grupy harcerskiej przy 2 Dywizji Piechoty Legionów w rejonie Mołodeczna. Jego oddział obejmuje 16 kilometrowy odcinek Wiązy - Czechy - Feldmann, z dowództwem w Czechach. Ze względu na rozciągnięcie linii frontu nie może liczyć na bezpośrednie wsparcie innych jednostek w utrzymaniu pozycji, poza potencjalną pomocą szwadronu odwodowego 7 Pułku Ułanów.

Rankiem 30 lipca 1919 r., gdy oddziały Armii Czerwonej przypuściły udany szturm na Czechy przełamując linię obrony, dowodzi kontratakiem na czele odwodów. Jak opisuje dowódca byłej grupy harcerskiej kapitan Stanisław Thun we wniosku o pośmiertne odznaczenie Orderem Virtuti Militari sporządzonym 12 października 1921: 
śp. ppor. Langmann Antoni, dca 2 komp. piech. Drużyny Harcerskiej zaatakowany dnia 30 lipca 1919  pod Czechami przez przeważające siły nieprzyjacielskie, podczas kontrataku ciężko ranny w brzuch, kazał położyć się na podwodę i stąd kierował bitwą tak długo, dokąd sił mu starczyło.
W wyniku odniesionych obrażeń umiera dzień później w szpitalu w Mołodecznie i tam jest pochowany.
Wniosek kpt. S. Thuna o odznaczenie A. Langmanna Orderem Virtuti Militari V klasy zyskał poparcie byłego dowódcy II Brygady Piechoty Legionów pułkownika Ferdynanda Zarzyckiego ("wniosek bardzo gorąco popieram"), dowódcy dywizji generała Bolesława Roji ("zasłużył") i inspektora armii generała Stanisława Szeptyckiego.  
Jego symboliczny nagrobek znajduje się na Cmentarzu Prima Porta w Rzymie.  

## Ordery i odznaczenia
- Krzyż Srebrny Orderu Wojskowego Virtuti Militari nr 5566, pośmiertnie